# Mahébourg
Mahébourg es una pequeña ciudad en la costa sudeste de la isla de Mauricio. Es la capital del distrito de Grand Port.

## Historia
La ciudad recibió su nombre en honor a Bertrand-François Mahé de La Bourdonnais, uno de los gobernadores más exitosos de la isla durante el periodo de colonización francesa. Originalmente, Mahébourg fue fundada por los neerlandeses bajo el nombre de Port de Warwick en el siglo XVII, cuando la isla era colonia de los Países Bajos. La ciudad estaba cerca del puerto, contaba con un buen suministro de agua que provenía de varios ríos y arroyos, y contaba con una vista panorámica de toda la bahía. No obstante, pasaron casi cien años después de que los neerlandeses abandonaran el asentamiento en 1710 para que la zona fuera desarrollada más a fondo por los franceses.
Las amplias y bien planificadas calles en la sección antigua de Mahébourg son un ejemplo del legado colonial neerlandés y francés. Después de que los franceses se asentaran en la isla y eligieran a Port Louis como el puerto principal, Mahébourg entró en declive. Su pasado aún se mantiene vivo en el Museo de Historia Naval, el cual contiene muestras de las épicas batallas navales entre la Armada Francesa y la Royal Navy. El museo histórico neerlandés en Grand Port también cuenta la historia de los primeros asentamientos neerlandeses en la isla.
Hoy en día Mahébourg es un vibrante centro de comercio local. La renovada sección frente al mar de la ciudad cuenta con un casino y un creciente número de lugares de hospedaje.